# Jacques Soubeyroux
Jacques Soubeyroux (1936) es un hispanista francés, que fue profesor en la Université Jean Monnet de Saint-Étienne.
Fue autor de obras como los dos volúmenes de Paupérisme et Rapports sociaux à Madrid au XVIIe siècle (Atelier de Reproduction des Thèses, 1978), su tesis doctoral, o Goya politique (Sulliver, 2011), un trabajo sobre el pintor español Francisco de Goya, además de estudios sobre la alfabetización en España. Después de su jubilación en 2004, se publicó en homenaje suyo Mélanges en hommage à Jacques Soubeyroux (Editions du CELEC, 2008).